# Eduard Parma
Eduard Parma (10. ledna 1950 Praha – 1. srpna 2022) byl český hudební skladatel, aranžér, producent, basový kytarista, průkopník syntezátorové hudby, house music a new wave music. Píseň „King Kong in Hong Kong“ je známa jako první pokus o rap.

## Biografie
Byl synem skladatele, trumpetisty a známého pražského kapelníka Eduarda Parmy staršího (1929–2010). Absolvoval v roce 1974 na Státní konzervatoři v Praze hru na klarinet. V letech 1969–1974 působil jako baskytarista ve skupině Apollobeat Petra Spáleného. V letech 1976–1979 vedl vlastní Orchestr Eduarda Parmy ml., který doprovázel zpěváky Jiřího Korna a Hanu Buštíkovou. Pro Korna zkomponoval několik písní, např. „Ulice Váci“ (text Miroslav Černý). Celkem spolu natočili pět LP. V roce 1979 získala jeho skladba „You're My Voodoo“ (anglický text Miloš Skalka, v Česku známá jako „Žal se odkládá“) v interpretaci Jiřího Korna čtyři ceny na písňovém festivalu Cavan International Song Contest v Irsku.
V roce 1981 se Parma přestěhoval do Velké Británie. Zvítězil v soutěži New Talent Spot zpěvačky Lynsey de Paul, dále v soutěži Capital Radio London s písní „King Kong In Hong Kong“. Ve stejné době vyšla v Anglii i píseň „Daisy“, s níž se s Jiřím Kornem zúčastnili i irského festivalu Castlebar Intl. Song Contest. V roce 1988 vystoupil v legendárním klubu Marquee se skupinou Times Square. Jako autor a producent pronikl na první místo hitparády UK demo chart s písní „I Think I Was A Megastar“, kterou interpretoval Baron von Geriatrix. Pro gramofonovou etiketu SOKIT získal rapera Gene Jacksona, s nímž založil duo Cutmaster and M. C. Groove. Společně vystoupili v londýnské diskotéce Hippodrome a píseň „Rip it off. Grils“ byla opakovaně vysílána v TV pořadu Petera Watermanna The Hitman and Her. Na TV kanále BSB byl několikrát vysílán videoklip Times Square s písní „Paradise“. Natáčel i hudbu k televizním reklamám pro firmu Saatchi and Saatchi, např. Skittels, Widgets. Jeho nahrávky se objevily na LP kompilacích vedle písní Ofry Hazy nebo Depeche Mode.
Eduard Parma založil nahrávací studio SOKIT (Soul Kitchen Production), v němž nahrávali mj. Edwin Starr, Jimmy Ross, Adamski ad. Roku 1991 bylo studio SOKIT přeneseno do Prahy. Eduard Parma s bratrem Jindřichem Parmou založil firmu Parma Productions, vydány tři tituly: Cutmaster & M.C.Groove, Times Square featuring Chris Kiely, Hipodrom II. Nadále provozuje nahrávání a hudební produkci. Souběžně vydává hudbu na svojí etiketě SOKIT Records, kde vyšlo osm titulů a věnuje se pedagogické činnosti. Parmovy orchestrální skladby jsou úspěšné např. v Norsku (Life and Times od Al Capone, Weekend Flirt, Big Bum Riddle, Bricklayer's Burp Polka, Fun Times Fun, Laugh Life of Monica K.), v Číně a v Japonsku (Superstar, Swing Pink, Greetings).

## Tvorba
Skladby:
- „Žal se odkládá“ (You're My Voodoo) – Jiří Korn
- „Have Faith“ – titulní píseň filmu Kamarád do deště II, Indian Princess Leoncie
- „King Kong in Hong Kong“ – Eduard Parma Jnr.
- „Long Line of Lovers“ – Edwin Starr
- „Magic Love Affair“ – Blondes

V roce 1995 byla píseň „Magic Love Affair“ v podání skupiny Blondes nejhranějším titulem roku 1995 na rádiu Zlatá Praha. V roce 2003 se „Naši pivní borci“ s textařem Michalem Steinem dostala do výběru 10 nejlepších písní ČRo na Euro 2003.
Po roce 2000 vyprodukoval také desítky dětských CD titulů: Mašinka, Autíčko, Okolo Hradce, Večerníčky a např. s Josefem Fouskem Dětské vtipy a anekdoty, dále s Jitkou Molavcovou 10 CD Pohádky H. K. Anderssena, k nímž také složil hudbu. V roce 2011 byla úspěšná reklama na Slovakia Chips na Slovensku a v roce 2012 vydal kontroverzní video „Kde je má holka“.
Píseň „Chodím Bosa“ z CD Markéta Z. bodovala 2015 na Hitparádě Rádia Bonton. Slovenské skupina Taste of Brass upravil v roce 2016 jeho hit „Žal se odkládá“ do instrumentální verze a ta byla reprízovaná několikrát ve slovenské televizi. Aranžoval a produkoval dvě CD zpěváka Milana Drobného (A život běží dál, 2015, a V opeře, 2017). Pracuje s Evou Novákovou na jejím druhém CD (Doing the Best I Can vyšlo 2012).